# Donja Britvica
Donja Britvica (en cyrillique : Доња Бритвица) est un village de Bosnie-Herzégovine. Il est situé sur le territoire de la ville de Široki Brijeg, dans le canton de l'Herzégovine de l'Ouest et dans la fédération de Bosnie-et-Herzégovine. Selon les premiers résultats du recensement bosnien de 2013, il compte 176 habitants.

## Géographie
Le village est situé au bord de la rivière Ugrovača, un affluent de la Lištica.

## Histoire

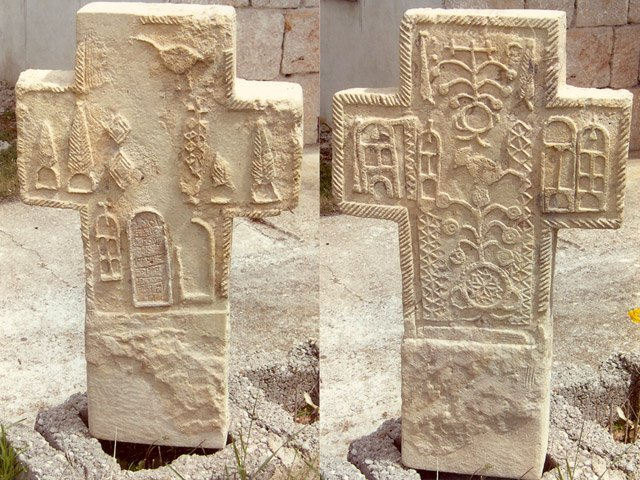
Stèles cruciformes à Donja Britvica

## Démographie

### Évolution historique de la population dans la localité
| 1948 | 1953 | 1961 | 1971 | 1981 | 1991 | 2013 |
| ---- | ---- | ---- | ---- | ---- | ---- | ---- |
| -    | -    | 336  | 353  | 322  | 292  | 176  |

|  |